# Bal des débutantes
Le Bal des Débutantes, også kendt som le Bal (eller tidligere også 'Crillon Ball') er en debutantbal og modebegivenhed, der afholdes årligt i november, hvor 20-25 kvinder i alderen 16 til 22 år samles fra et dusin lande.
Siden 1992 er le Ball blev organiseret af Ophélie Renouard som en "invitation-only" couture-begivenhed. De unge kvinder får alle kjoler fra samme haute couture og couture-designere, samt fra udenlandske modehuse. De bærer også smykker fra samme juvelér. Debutanterne (débutantes) kommer som regel fra berømte familier. Mange débutantes kommer dog fra kontroversielle familier, eller har været involveret i kontroverser selv, hvilket inkluderer Barbara Berlusconi - datter af den kontroversielle italienske premierminister Silvio Berlusconi, Petra Stunt (tidligere debutant, der er kendt for sin højt profilerede skilsmisse fra den engelske forretningsmand James Stunt der har forbindelser til organiseret kriminalitet, og som truede med at dræbe hende) og Talicia Martins fra 2012, der blev arresteret adskillige gange i 2017 for at være under påvirkning af heroin, crack og alkohol og for at udføre adskillige indbrud efter sit debut.
Arrangementet indsamler penge til én eller flere velgørenhedsorganisationer samtidig med at den fejrer den franske livsstil. Siden 2009 har le Bal støttet Enfants d'Asie, der giver uddannelse til piger i Sydøstasien. I 2015 støttede le Bal også Seleni, der er en non-profit-organisation, der finansierer forskning i sundhedspleje for unge mødre.
I 2005 listede Forbes le Bal som en af verdens 10 hotteste fester.